# Каронно-Пертузелла
Каронно-Пертузелла (італ. Caronno Pertusella) — муніципалітет в Італії, у регіоні Ломбардія,  провінція Варезе.
Каронно-Пертузелла розташоване на відстані близько 500 км на північний захід від Рима, 19 км на північний захід від Мілана, 30 км на південний схід від Варезе.
Населення — 17 385 осіб (2014).
Покровитель — Santa Margherita.

## Демографія
Населення за роками:

Станом на 1 січня 2023 року в муніципалітеті офіційно проживало 1368 іноземців з 73 країн, серед них 374 громадяни країн Євросоюзу та 146 громадян України.

## Сусідні муніципалітети
- Чезате
- Гарбаньяте-Міланезе
- Лаїнате
- Ориджо
- Саронно
- Соларо